# فيوريلو لا غوارديا
كان فيوريلو هنري لا غوارديا (وُلد باسم فيوريلو إنريكو لا غوارديا، 11 ديسمبر 1882 - 20 سبتمبر 1947) هو محامي وسياسي أمريكي مثّل نيويورك في مجلس النواب وشغل منصب العمدة التاسع والتسعون لمدينة نيويورك من 1934 إلى 1945 يشتهر لا غوارديا بشخصيته الغاضبة والحيوية والكاريزمية وجسمه الضئيل والسمين، ويُعد أحد أعظم من تولى منصب العمدة في التاريخ الأمريكي. كعضو في الحزب الجمهوري، كان لا غوارديا يحظى بتأييد من قبل أحزاب أخرى غير حزبه، بما في ذلك الحزب الديمقراطي، تحت مظلة قوانين الاندماج الانتخابي في نيويورك.
ولد لمهاجرين إيطاليين في مدينة نيويورك. قبل أن يشغل منصب العمدة، مثل لا غوارديا مانهاتن في الكونغرس وفي مجلس مدينة نيويورك. بصفته عمدة، خلال فترة الكساد الكبير والحرب العالمية الثانية، وحد لا غوارديا نظام النقل في المدينة؛ التوسع في بناء المساكن العامة والملاعب والحدائق والمطارات؛ أعاد تنظيم قسم شرطة نيويورك؛ ونفذ برامج الصفقة الفيدرالية الجديدة داخل المدينة. تابع سلسلة طويلة من الإصلاحات السياسية، وكبح قوة آلة تاماني هول السياسية القوية وأعاد تأسيس التوظيف والترقية على أساس الجدارة داخل إدارة المدينة.
كان لا غوارديا أيضًا شخصية سياسية وطنية رئيسية. تجاوز دعمه للصفقة الجديدة وعلاقته بالرئيس فرانكلين د. روزفلت خطوط الحزب، وجلب الأموال الفيدرالية إلى مدينة نيويورك، وقطع رعاية أعداءه. وسّع برنامج إذاعة WNYC التابع له بعنوان «تحدث إلى الناس»، والذي كان يُبث من ديسمبر 1941 حتى ديسمبر 1945، نفوذه العام خارج حدود المدينة.

## النشأة والمسيرة المهنية
ولد لا غوارديا في قرية غرينتش، مدينة نيويورك، في 11 ديسمبر، 1882. والده، أشيل لا غوارديا، من مواليد سيرينولا الكاثوليكية، بوليا، إيطاليا. كان والده مهاجرًا إيطاليًا إلى الولايات المتحدة وكاثوليكيًا غير متدين. كانت والدته، إيرين لوزاتو كوين، يهودية من تريست، التي أصبحت جزءًا من الإمبراطورية النمساوية المجرية. كانت جدته لأمه، فيورينا كوين، من عائلة لوزاتو، وهي عضو في العائلة اليهودية الإيطالية المرموقة من العلماء والقباليين والشعراء. التقى والدا لا غوارديا وتزوجا في تريست. نشأ فيوريلو في الأسقفية ومارس هذا الدين طوال حياته. غيّر اسمه الأوسط إنريكو إلى هنري.
انتقل إلى ولاية أريزونا في عام 1890 مع عائلته، حيث كان والده يعمل كمدير فرقة في فورت ويبل في الجيش الأمريكي. التحق لا غوارديا بالمدارس العامة والمدرسة الثانوية في بريسكوت، أريزونا. بعد أن تسرَّح والده من منصبه كمدير فرقة في عام 1898، عاش فيوريلو في ترييستي. تخرج من مدرسة دوايت، مدرسة خاصة على الجانب الغربي العلوي من مدينة نيويورك.
انضم لا غوارديا إلى وزارة الخارجية عام 1901 وخدم في قنصليات الولايات المتحدة في بودابست وتريست وفيوم. في عام 1906، عاد إلى الولايات المتحدة لمواصلة تعليمه في جامعة نيويورك. أثناء دراسته في جامعة نيويورك من عام 1907 إلى عام 1910، عمل كمترجم لمكتب الهجرة الأمريكي في محطة الهجرة بجزيرة إليس. كان لا غوارديا يجيد الإيطالية واليديشية والكرواتية.
تخرج من كلية الحقوق بجامعة نيويورك في عام 1910، وقُبل في نقابة المحامين في نفس العام، وبدأ ممارسة القانون في مدينة نيويورك.

## بدايات العمل السياسي

### الانتخاب في الكونغرس والحرب العالمية الأولى
في عام 1914، ترشح لا غوارديا لمجلس نواب الولايات المتحدة للمنطقة الرابعة عشرة في نيويورك، والتي امتدت عبر مانهاتن بين الشارعين الثالث والرابع عشر، بما في ذلك قرية غرينتش. هزم لا غوارديا من قبل مايكل ف. فارلي.
أصبح لا غوارديا نائب المدعي العام لنيويورك في يناير 1915.
في عام 1916، تحدى فارلي مرة أخرى، هذه المرة بنجاح. تولى لا غوارديا منصبه في 4 مارس 1917، ولكن سرعان ما كُلِّف في الخدمة الجوية للجيش الأمريكي وسط دخول الولايات المتحدة في الحرب العالمية. ترقى إلى رتبة رائد في وحدة من قاذفات كابروني كاليفورنيا 44 على الجبهة الإيطالية النمساوية.
أعيد انتخابه في الكونغرس عام 1918.